# 貝爾維迪爾鎮區 (愛荷華州莫諾納縣)
貝爾維迪爾鎮區（英語：Belvidere Township）是位於美國愛荷華州莫諾納縣的一個行政鎮區。

## 地方資料
根據2010年美國人口普查的數據，貝爾維迪爾鎮區的面積為92.48平方千米，當中陸地面積為92.38平方千米，而水域面積為0.10平方千米。當地共有人口215人，而人口密度為每平方千米2.32人。